# St. Georg (Hofbieber)
| St. Georg (Hofbieber)                |                    |
| ------------------------------------ | ------------------ |
| St. Georg Frontportal mit Kirchplatz |                    |
| Turm, Frontportal mit Kirchplatz     |                    |
| Ort                                  | Hofbieber          |
| Konfession                           | römisch-katholisch |
| Diözese                              | Fulda              |
| Patrozinium                          | Georg (Heiliger)   |
| Baujahr                              | 1898               |
| Bautyp                               | Saalkirche         |
| Funktion                             | Filialkirche       |

Die römisch-katholische Filialkirche St. Georg ist ein denkmalgeschütztes Kirchengebäude in Hofbieber, dem Hauptort der Gemeinde Hofbieber im Landkreis Fulda in Hessen.
Der historisierende Neubau wurde nach Plänen des Architekten Georg Kegel errichtet. Die Grundsteinlegung erfolgte am 12. August 1898, und am 30. Juni 1901 konnte die Kirche geweiht werden.

## Geschichte der Kirchen
Die zwei Türme erreichen eine Höhe von 37 m. Bemerkenswert ist der reich bearbeitete Taufstein mit Astwerk und figürlichen Reliefs von 1520 aus der Vorgängerkirche, die um 1500 errichtet wurde. Die Statue des Hl. Nikolaus stammt vom 18. Jahrhundert. Ebenfalls im 18. Jahrhundert entstanden ist die Kreuzigungsszene. Das spätmittelalterliche Kirchhofportal ist rundbogig gehalten. Der Altartisch wurde von Johannes Kirsch gestaltet, von dem auch das auf dem Kirchplatz stehende Kriegerdenkmal aus Muschelkalk geschaffen wurde.

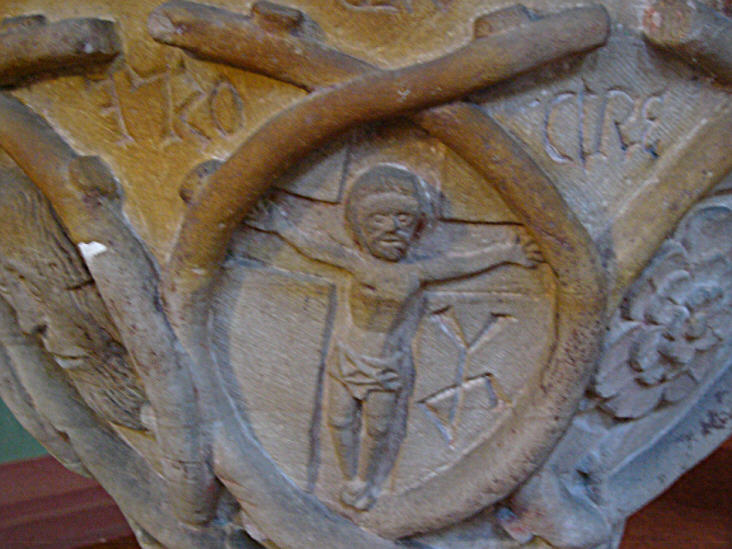
Detail des Taufbeckens
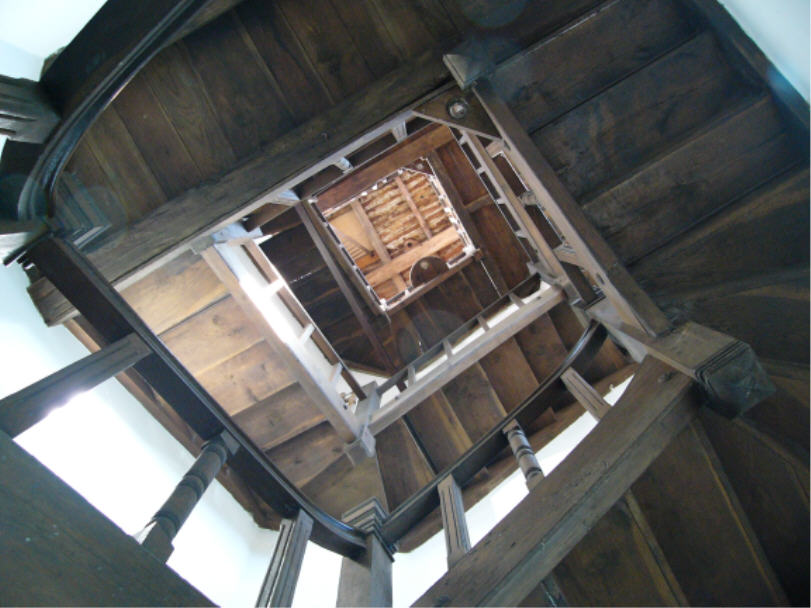
Treppenhaus zu den Kirchtürmen
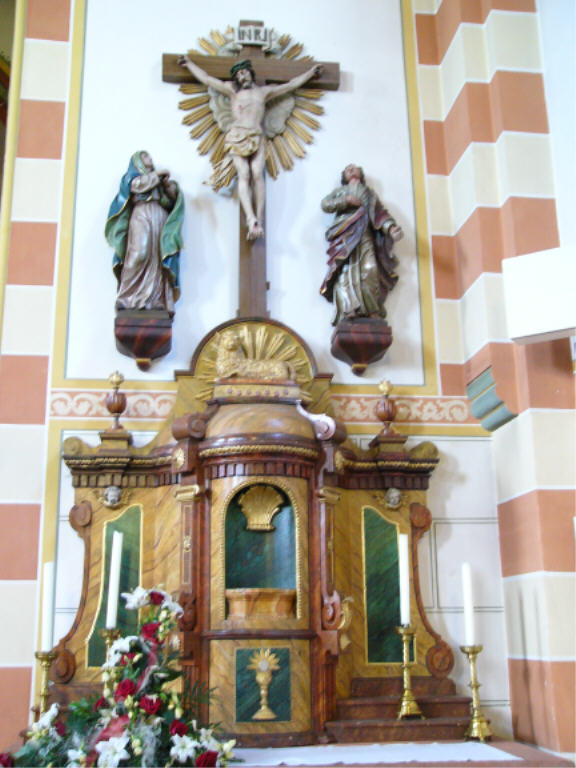
Rechter Seitenaltar